# 드와이트 하워드
드와이트 데이비드 하워드 2세(영어: Dwight David Howard II, 1985년 12월 8일 ~ )는 미국의 농구 선수로 포지션은 센터이다. 현재 푸에르토리코 리그 메츠 데 과이나보 소속으로 활동하고 있다.
센터로 활약하는 하워드는 사우스웨스트 애틀랜타 크리스천 아카데미에서 자신의 고등학교 경력을 보냈다.  그는 대학을 가지 않고 2004년 NBA 드래프트에 들어가 올랜도 매직에 의하여 1위로 선발되었다.  8회의 NBA 올스타, 8회의 NBA 명예 선수, 5회의 올디펜시브 팀의 일원과 3회의 리그에서 가장 뛰어난 수비수로 뽑혔던 하워드는 매직과 함께 자신의 시간 동안 다수의 프랜차이즈와 리그 기록들을 세웠으며, 2009년 자신의 팀을 NBA 결승전으로 이끌었다.
2012년 매직과 함께 8개의 시즌 후, 하워드는 로스앤젤레스 레이커스로 이적했다.  레이커스와 하나의 시즌 후, 그는 휴스턴 로키츠로 이적해 3개의 시즌을 보냈다.  2018년 7월 위저즈로 이적 전에 애틀랜타 호크스와 샬럿 호네츠와 함께 한 시즌의 일정 기간들이 이어졌다.그 후 그는 로스앤젤레스 레이커스로 이적해 르브론 제임스, 앤서니 데이비스 등 선수들과 함께 우승을 거뒀다. 그리고 20~21시즌에 필라델피아 세븐티식서스로 트레이드되었다.
20~21시즌후 다시 로스앤젤레스 레이커스로 이적했다.

## 어린 시절
애틀랜타에서 강한 스포츠 연결과 함께 한 가정으로 드와이트 시니어와 셰릴 하워드에게 태어났다.  그의 모친은 모리스 브라운 칼리지에서 개회적 여성 농구 팀에서 활약하는 동안 그의 부친은 조지아주의 주립 경찰관이며 국가에서 최고의 고등학교 농구 프로그램들 중의 하나와 함께 한 개인 학교인 사우스웨스트 애틀랜타 크리스천 아카데미에서 스포츠 국장을 지냈다.  모친은 드와이트 주니어가 태어나기 전에 7번의 유산을 겪었다.  자신의 청소년 시절 독실한 기독교인인 하워드는 9세의 나이 경에 농구에 관하여 심각해지게 되었다.  자신의 큰 체격에 불구하고 하워드는 가드 포지션을 활약하는 데 충분히 빠르고 만능적이었다.  그는 고등학교를 위하여 사우스웨스트 애틀랜타 크리스천 아카데미에 수학하는 데 뽑혀 자신의 4년 동안 파워 포워드로서 대부분 활약을 하여 129개의 출연에서 한 경기에 16.6 포인트, 13.4 리바운드와 6.3 블록을 평균하였다.  시니어로서 하워드는 한 경기에 25 포인트, 18 리바운드, 8.1 블록과 3.5 어시스트를 평균하는 동안 자신의 팀을 31 승 2 패의 기록과 2004년 주립 타이틀로 이끌었다.  동년에 하워드는 최고의 미국 고등학생 농구 선수로 넓게 인정받았고, "올해의 네이스미스 예습 선수" 상, "올해의 모건 우튼 고등학생 선수" 상, "게이터레이드 올해의 국내 선수" 상과 "올해의 맥도날드 국내 고등학생 선수" 상을 수상하였다.  그해에 그는 또한 맥도날드 올아메리칸의 공동 MVP(J. R. 스미스와 함께)이기도 하였다.  2012년 1월 31일 하워드는 35명의 거대한 맥도날드 올아메리칸 중의 하나로 명예를 얻었다.

## 프로 경력

### 올랜도 매직 (2004년 ~ 12년)

#### 초기 세월 (2004년 ~ 08년)

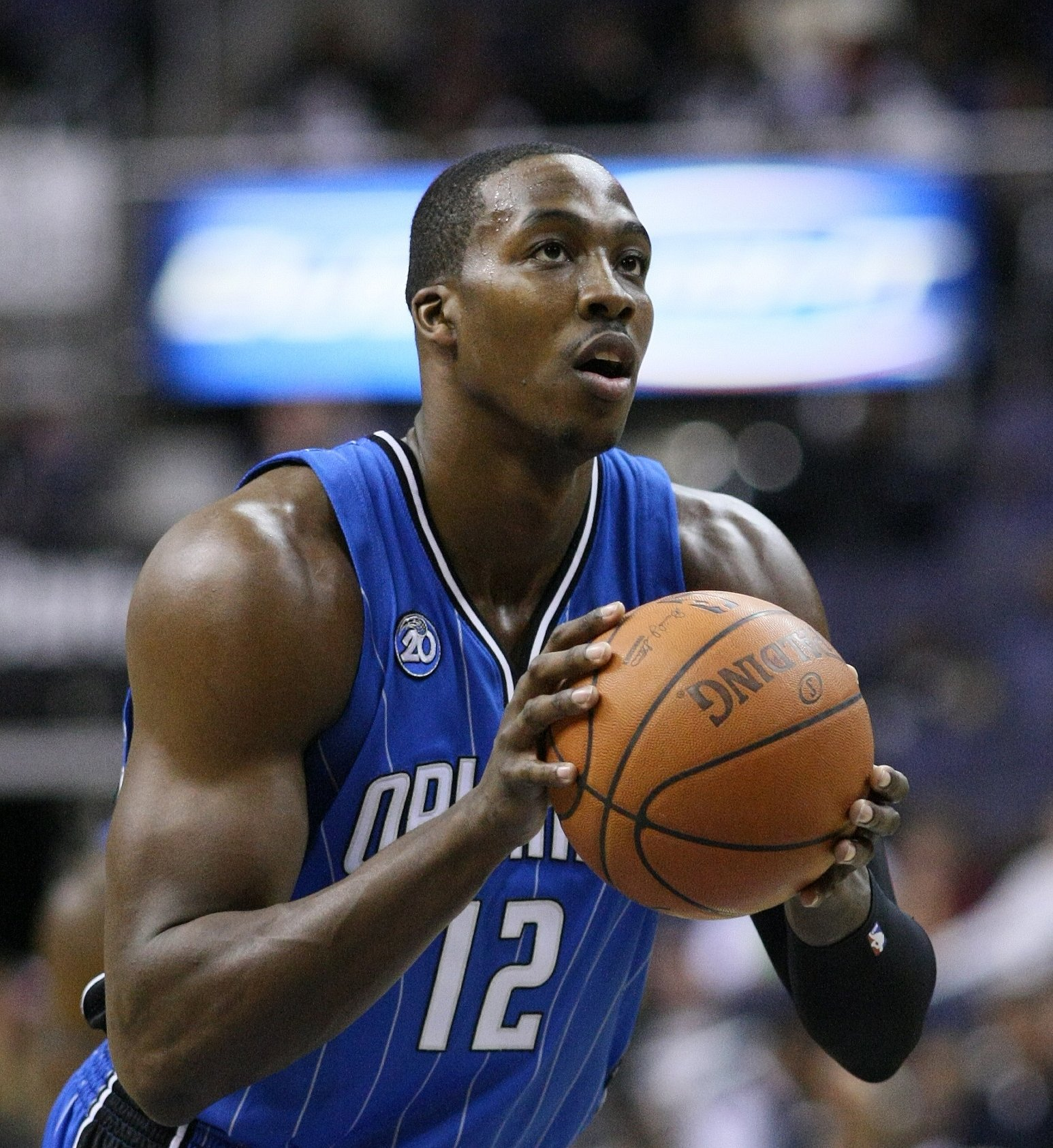
올랜도 매직 활약 시절의 하워드

자신의 고등학교 성공들에 이어 하워드는 대학을 삼가하기로 선택하고 1995년에 똑같이 한 자신의 우상 케빈 가넷에 의하여 부분적으로 영향을 받은 결정인 2004년 NBA 드래프트를 위한 선언을 하여 올랜도 매직이 코네티컷 대학교의 주니어 에메카 오카포에 전체 1위로 그를 선발하였다.  그는 가넷이 미네소타 팀버울브스를 위하여 활약할 때 그의 등번호 21의 역전의 이유로 자신의 셔츠를 위하여 등번호 12를 차지하였다.  하워드는 이전 시즌에 21개 만의 승리와 함께 끝낸 매직에 가입하였고, 더욱 나가서 팀은 영구적 NBA 올스타 트레이시 맥그래디를 잃었다.  하워드는 즉시의 영향력을 만들었다.  그는 12 포인트와 10 리바운드의 평균과 함께 자신의 루키 시즌을 끝내 진행에서 몇몇의 NBA 기록을 세웠다.  그는 정규 시즌에서 더블-더블을 평균하는 데 NBA 역사상 최연소 선수가 되었다.  그는 또한 한 시즌에 최소한 10 리바운드를 평균하고, 한 경기에 최소한 20 리바운드를 기록하는 데 최연소 NBA 선수가 되었다.  매직으로 하워드의 중요성은 자신의 루키 시즌 동안 전부의 82개 경기들을 시작하는 데 즉시 고등학교의 외부로 나온 NBA 역사상 첫 선수가 될 때 밝혀졌다.  자신의 노력들로 인하여 그는 2005년 NBA 루키 도전에서 활약하는 데 선발되어 올루키 팀에 만장 일치로 선발되었다.  그는 또한 "올해의 신인 선수" 투표에서 3위를 하기도 하였다.
하워드는 오프 시즌 동안 근육에 20 파운드를 더한 자신의 2번째 NBA 시즌을 위하여 진영에 보고하였다.  전 매직의 대명성 샤킬 오닐을 성원하는 데 책임을 진 올랜도 매직의 감독 브라이언 힐은 하워드를 완전히 자라난 센터로 전향해야 한다고 결정하였다.  힐 감독은 하워드가 향상되어야 할 2개의 지역들을 밝혀 그의 포스트업 경기와 디펜스였다.  그는 하워드에 여분의 압력을 가하여 팀이 플레이오프들에서 기회를 가지기 전에 중간에 효력으로서 나타나는 데 매직이 그를 필요하다는 것이라고 말하였다.  11월 15일 샬럿 밥캐츠를 상대로 홈 경기에서 하워드는 21 포인트와 20 리바운드를 기록하여 같은 경기에서 20 혹은 그 이상의 포인트를 득점하고, 20 혹은 그 이상의 리바운드를 모으는 데 최연소 선수가 되었다.  하워드는 2006년 올스타 브레이크가 있는 동안 루키 도전에서 2년생 팀에 활약하는 데 선발되었다.  총계로 봐서 그는 한 경기에 15.8 포인트와 12.5 리바운드를 평균하여 NBA에서 한 경기에 리바운드, 공격적 리바운드와 더블-더블에서 2위를 하고, 필드골의 퍼센티지에서 6위를 하였다.  하워드의 향상에 불구하고, 매직은 36 승 46 패의 기록과 함께 시즌을 끝내고, 그의 도착 이래 2번째 연속적 시즌을 위하여 플레이오프들로 나가는 데 실패하였다.
3번째 연속적 시즌을 위한 2006년 ~ 07년 시즌에서 하워드는 전부의 82개의 정규 시즌 경기들에서 활약하였다.  2007년 2월 1일 그는 그해의 NBA 올스타 경기를 위한 동부 컨퍼런스 팀의 예비 선수로서 자신의 첫 NBA 올스타 선발을 받았다.  2월 9일 그는 샌안토니오 스퍼스를 상대로 기적에서 경기를 우승한 인바운드 패스에 영차를 이루었다.  하워드는 4월 14일 필라델피아 세븐티식서스를 상대로 35 포인트와 함께 경력 사상 신기록을 세웠다.  자신의 지도력 아래 매직은 동부 컨퍼런스에서 8번째 근원으로서 그해의 NBA 플레이오프들을 위하여 합격하였다.  거기서 매직은 첫 라운드에서 디트로이트 피스턴스에 의하여 휩쓸어졌다.  시즌을 위하여 하워드는 한 경기에 17.6 포인트와 12.3 리바운드를 평균하여 NBA에서 총리바운드에 1위, 필드골 퍼센티지에서 2위와 블록에서 9위를 하였다.  2006년 ~ 07년 캠페인의 말기에 그는 올NBA 서드 팀으로 임명되었다.
하워드는 지속적으로 2007년 ~ 08년 시즌에서 인상적인 총수를 매기고 매직을 날짜로 그들의 최고 시즌을 가지는 데 도움을 주었다.  하워드는 동부 컨퍼런스의 올스타 팀을 위하여 출발 선수로 임명되었다.  2008년 2월 16일 그는 문자 메시지 혹은 온라인 투표를 통하여 팬들의 투표의 78%를 받아 NBA 슬램덩크 경연을 우승하였다.  하워드는 12년 만에 자신들의 첫 디비전 타이틀과 그해의 플레이오프들을 위하여 3번째 근원으로 매직을 지도하였다.  토론토 랩터스를 상대로 첫 라운드의 매치업에서 하워드의 권세(3개의 20 포인트/ 20 리바운드)는 올랜도가 5개의 경기들에서 우세하는 도움을 주었다.  하워드의 총 91개의 시리즈 리바운드는 또한 토론토의 프론트 코트 전체에 의하여 수집된 총 리바운드보다 더욱 거대하기도 하였다.  피스턴스를 상대로 2번째 라운드에서 매직은 5개의 경기들을 패하였다.  시즌을 위하여 하워드는 처음으로 올NBA 퍼스트 팀으로 임명되었으며, 또한 올NBA 디펜시브 세컨드 팀으로 임명되기도 하였다.

#### 권세와 NBA 결승전 출연 (2008년 ~ 11년)

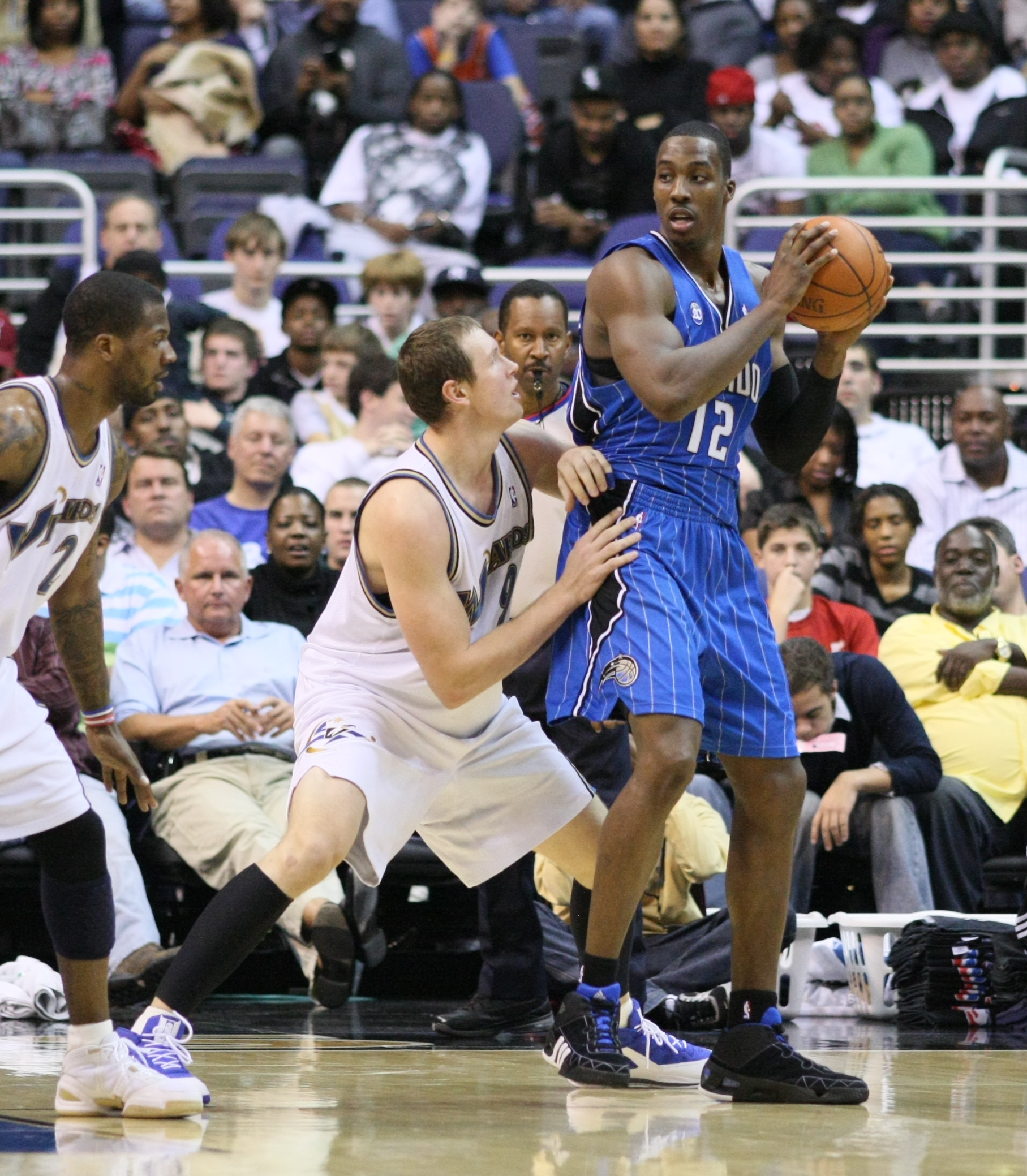
워싱턴 위저즈를 상대로 경기에서 (2008년)

2008년 ~ 09년 시즌은 하워드를 위하여 잘 시작되었다.  시즌으로 들어가 10개의 경기들에 센터 선수는 한 경기에 블록(4.2)에서 리그를 이끌고 있었다.  12월 하워드는 자신의 왼쪽 무릎 부상을 당하여 자신의 NBA 경력에서 처음으로 부상의 이유로 한 경기를 놓치는 원인을 일으켰고, 이전에 그는 351개의 연속적 경기들에서 활약하였다.  그는 2009년 NBA 올스타 경기들을 위하여 동부 컨퍼런스 팀에 출발 위치를 얻는 데 3.1 백만의 투표들을 기록하였다.  하워드는 올랜도를 그 2연속 사우스이스트 디비전 타이틀과 그해의 NBA 플레이오프들을 위한 3번째 근원으로 이끌어 팀은 59 승 23 패의 기록과 함께 시즌을 끝냈다.  세븐티식서스를 상대로 플레이오프들의 첫 라운드에서 하워드는 6개의 경기들에서 매직이 시리즈를 물러나기 전에 올랜도에게 3 대 2의 선두를 주는 데 5번째 경기에서 24 포인트와 24 리바운드를 기록하였다.  보스턴 셀틱스를 상대로 2번째 라운드에서 매직이 시리즈에서 3 대 2의 뒤로 떨어지는 데 5번째 경기에서 매직이 선두를 강타한 후, 하워드는 자신에게 더 많이 공이 주어지고 스탠 밴 건디 감독의 전술을 의문했어야 한다고 공공연하게 주장하였다.  매직은 시리즈를 우승하는 데 셀틱스를 꺾고 동부 컨퍼런스 결승전으로 나갔다.  거기서 그들은 클리블랜드 캐벌리어스를 4 대 2로 꺾었다.  하워드는 결정적 6번째 경기에서 자신의 14 리바운드와 함께 가는 데 경력 사상 플레이오프 40 포인트를 가져 14년 만에 처음으로 올랜도 매직을 NBA 결승전으로 이끌었다.  결승전에서 매직이 2 대 1로 적자를 가져오기 전에 로스앤젤레스 레이커스는 첫 2개의 홈 경기들을 가져갔다.  4번째 경기에서 하워드가 21 리바운드와 한 경기에 9 블록의 결승전 기록을 올림에 불구하고, 매직은 연장 경기 시간에서 패하였다.  레이커스는 5번째 경기에서 우승과 함께 시리즈를 결말을 지으로 갔다.  시즌을 위하여 하워드는 "올해의 NBA 방어적 선수" 상을 수상하는 데 최연소 선수가 되었다.  그는 또한 NBA 올디펜시브 퍼스트 팀과 올NBA 퍼스트 팀으로 임명되기도 하였다.
2009년 ~ 10년 시즌에서 매직은 강한 시작으로 출발하여 자신의 첫 21개의 경기들 중 17개를 우승하고 프랜차이즈 기록을 세웠다.  2010년 1월 21일 하워드는 그해의 NBA 올스타 경기에서 동부를 위하여 출발 센터로 임명되었다.  매직은 59개의 우승과 자신들의 3연속 디비전 타이틀과 함께 정규 시즌을 마쳤다.  매직의 플레이오프 활약은 자신들이 셀틱스에게 6개의 경기들을 패한 또 다른 동부 컨퍼런스 결승전 출연에 결과를 가져왔다.  하워드는 2연속 "올해의 방어적 선수" 상을 수상하였다.  그는 같은 시즌에 2번이나 블록과 리바운드에서 리그를 이끄는 데 NBA 역사상 첫 선수가 되었다.
2010년 ~ 11년 시즌에서 하워드는 포인트와 필드골 퍼센티지에서 경력 사상의 최고 기록을 매겼다.  그는 3연속 시즌들을 위하여 "올해의 방어적 선수" 명예들을 얻는 데 리그 역사상 첫 선수가 되었다.  하워드는 더블-더블에서 리그를 이끌었고, 또한 이 시즌에 14.1 리바운드, 2.3 블록과 경력 사상 최고의 1.3 스틸을 평균하기도 하였다.  그는 매직이 동부 컨퍼런스에서 4번째 근원으로서 끝내면서 팀을 52개의 우승으로 이끌었다.  그들은 2011년 NBA 플레이오프들의 첫 라운드에서 애틀랜타 호크스에게 패하였다.  그는 또한 호크스에게 103 대 93으로 패한 첫 경기에서 경력 사상 최고의 46 포인트와 19 리바운드를 가졌다.  하워드는 정규 시즌에서 18과 함께 기술적인 파울에서 NBA를 이끌었고, 자신의 16번째와 18번째 기술을 보인 후 하나의 출전 정지를 받았다.

#### 최종의 시즌 (2011년 ~ 12년)
록아웃의 이유로 2011년 ~ 12년 정규 시즌은 66개의 경기들로 짧아졌다.  록아웃이 끝난지 멀지 않은 후, 시즌의 말기에서 자유 계약 선수가 되는 데 적격이 있던 하워드는 뉴저지 네츠, 로스앤젤레스 레이커스 혹은 댈러스 매버릭스로 이적을 요구하였다.  하워드는 자신의 우선권이 올랜도에 남아있는 것이었음에 불구하고 그는 매직이 챔피언십의 경쟁자로 쌓아가는 데 충분하지 않았다고 주장하였다.  그는 후에 매직의 공무원들을 만나 자신의 이적 요구들을 후원하는 데 동의하였으나 만약 팀이 챔피언십을 위하여 경쟁하기를 원한다면 명단에 변화를 만드는 데 필요할 것 같은 느낌이 들기도 하였다.
2012년 1월 12일 하워드는 골든스테이트 워리어스를 상대로 39개의 프리스로를 기록하는 NBA 정규 시즌을 시도하였다.  하워드는 시즌을 위하여 자신의 프리스로의 42%와 자신 경력을 위하여 겨우 60% 아래를 이루는 경기에 들어갔다.  워리어스는 경기를 통하여 하워드를 고의적으로 숙고없이 실행하였고, 그는 1962년에 세워진 34의 정규 시즌 기록을 깼다.  하워드는 39개의 시도들 중 21개를 이루어 매직의 117 대 109의 승리에서 45 포인트와 23 리바운드와 함께 끝냈다.
3월 15일 2011년 ~ 12년 시즌을 위하여 이적 최종 기한의 날 3월 15일 하워드는 시즌의 말기에 자신의 계약을 탈퇴하는 자신의 권리를 포기하고 2012년 ~ 13년 시즌을 통하여 매직과 함께 머물기로 위탁하였다.  그는 이전에 뉴저지 네츠를 이적되기를 의문하였다.  그가 개정을 서명하지 않은 매직은 자유 계약 선수로서 그를 잃는 것을 피하려고 그를 이적시키는 준비를 하였다.  4월 5일 밴 건디 감독은 하워드가 자신이 해고되기를 원하였다는 경영에 의하여 자신이 통지되어 왔다고 말하였다.
4월 19일 하워드의 대리인들은 그가 자신의 헤르니아가 생긴 등을 고치는 데 수술을 받으러 가 2012년 하계 올림픽은 물론, 2011년 ~ 12년 시즌의 나머지를 놓칠 것이라고 말하였다.  오프 시즌 동안 하워드는 브루클린으로 다시 자리를 잡은 네츠로 이적을 다시 요구하였다.  만약 자신이 브루클린 네츠로 이적되지 않았다면 2012년 ~ 13년 시즌의 말기에 자유 계약 선수가 되는 데 의도하였다.

### 로스앤젤레스 레이커스 (2012년 ~ 13년)

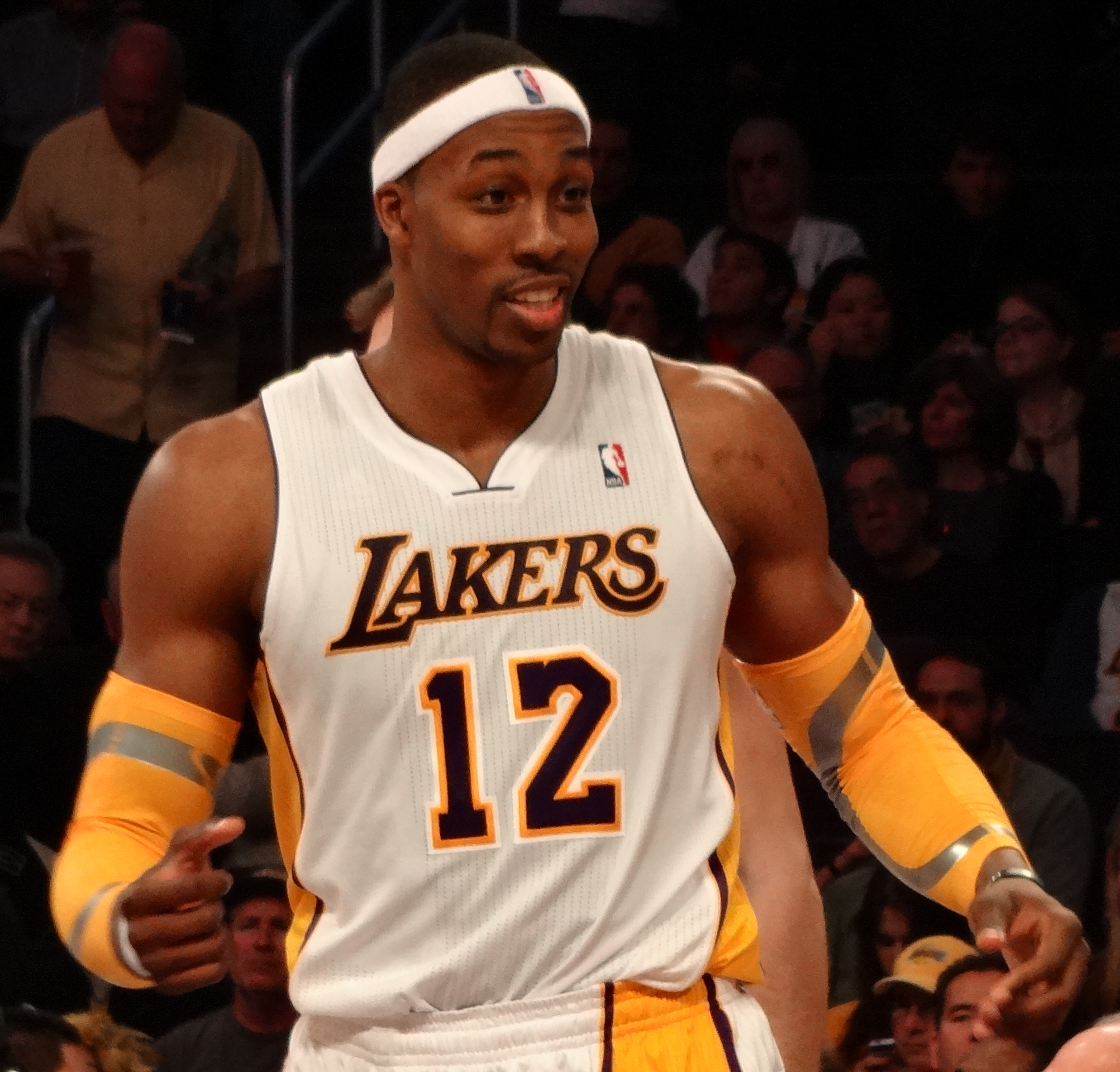
로스앤젤레스 레이커스 시절

2012년 8월 10일 하워드는 필라델피아 세븐티식서스와 덴버 너기츠와 관련되기도 한 거래에서 올랜도 매직으로부터 로스앤젤레스 레이커스로 이적되었다.  하워드는 자신의 4월 등 수술 후 농구로부터 6개월을 쉬고, 훈련의 4주와 시즌을 위한 준비로 예비 시즌 만을 합쳤다.  아직도 자신의 형태로 활약하는 하워드는 공격과 방어 양쪽에 시즌을 통하여 자신의 속도를 맞추고 있었다.  2013년 1월 4일 하워드는 로스앤젤레스 클리퍼스에게 107 대 102로 패한 레이커스의 후반전에서 자신의 오른쪽 어깨에 부상을 당하였다.  시즌의 중간에서 레이커스는 실망적인 17 승 24 패였다.  하워드는 58.2% 슛, 12.3 리바운드와 2.5 블록에 17.1 포인트를 평균하고 있었으나 자신의 프리스로의 50.4% 만을 이루는 동안 3.2 턴오버와 함께 한 경기에 3.6 파울을 평균하기도 하였다.
하워드는 자신이 충분히 공을 받고 있지 않는다고 속이 상하였고, 코비 브라이언트가 너무 슈팅을 쏘고 있었다는 느낌이 들었다.  포워드로 옮긴 하워드는 득점하는 것만 보다 더 많은 방향들에서 가져와 위세를 얻는 것이 필요하다고 말하였다.  1월과 2월 하워드는 자신의 다시 생긴 어깨 부상으로 경기들을 놓쳤다.  2월에 브라이언트는 하워드가 "너무 걱정을 하고" "아무로 실망시키지 않기를 원하였다"고 말하여 파우 가솔이 찢어진 발바닥의 붕대와 함께 출전하지 못할 때 고통을 통하여 활약하는 데 그를 강조하였다.
올스타 브레이크가 있는 동안 하워드는 레이커스의 방어를 정박하고 마이크 디앤토니 감독의 오히려 좋아한 선택권과 목록을 운영하는 데 더 낳은 몸매로 더욱 건강한 다이어트를 채택하였다.  아직도 2월 23일 하워드는 자신이 원하던 육체적으로 자신이 가깝지 않았다고 말하였다.  디앤토니 감독은 스티브 내시와 함께 선택권과 목록을 운영하면서 그의 어려움에 자신의 조정을 귀착시켰다.  레이커스는 올스타 브레이크 후 8 승 2 패였으며, 8위와 유타 재즈를 통과하고 서부 컨퍼런스 경기에 최종적 플레이오프 자리를 위하여 유타 재즈를 통과하고 하워드는 15.5 포인트, 14.8 리바운드와 2.6 블록을 평균하였다.  3월 12일에 돌아온 올랜도에서 첫 경기에 하워드는 레이커스의 106 대 97의 우승에서 시즌 최고의 39 포인트를 득점하고 16 리바운드를 가졌다.  경기를 통하여 야유된 하워드는 39개의 프리스로 중 25개를 이루어 프리스로를 위한 레이커스 기록을 세웠다.  하워드는 매직에 의하여 자신이 고의적으로 파울 되었을 때 20개의 프리스로 중 16개를 이루었다.  레이커스는 플레이오프들로 이루었으나 스퍼스에 의하여 오프닝 라운드에서 휩쓸어졌다.  3번째 쿼터에서 9분 이상 남으면서 하워드는 4번째 경기에서 퇴장당하였다.
하워드는 NBA에서 자신의 2번째 해 이래 자신의 최저 득점 평균과 함께 시즌을 끝냈으나 리바운드에서 리그의 선두 선수이며 필드골 퍼센티지에서 2위를 하였다.  자신이 등 수술로부터 회복되었어도 그는 자신의 찢어진 입술의 이유로 전 시즌에 6개의 경기들 만을 놓쳤다.  하워드는 5연속 퍼스트 팀의 명예를 받은 후, 올NBA 서드 팀으로 임명되었다.  그는 여름에 자유 계약 선수가 되어 레이커스에 의하여 1억 1천 8백만 달러의 최대 5년 계약이 주어졌다.

### 휴스턴 로키츠 (2013년 ~ 16년)

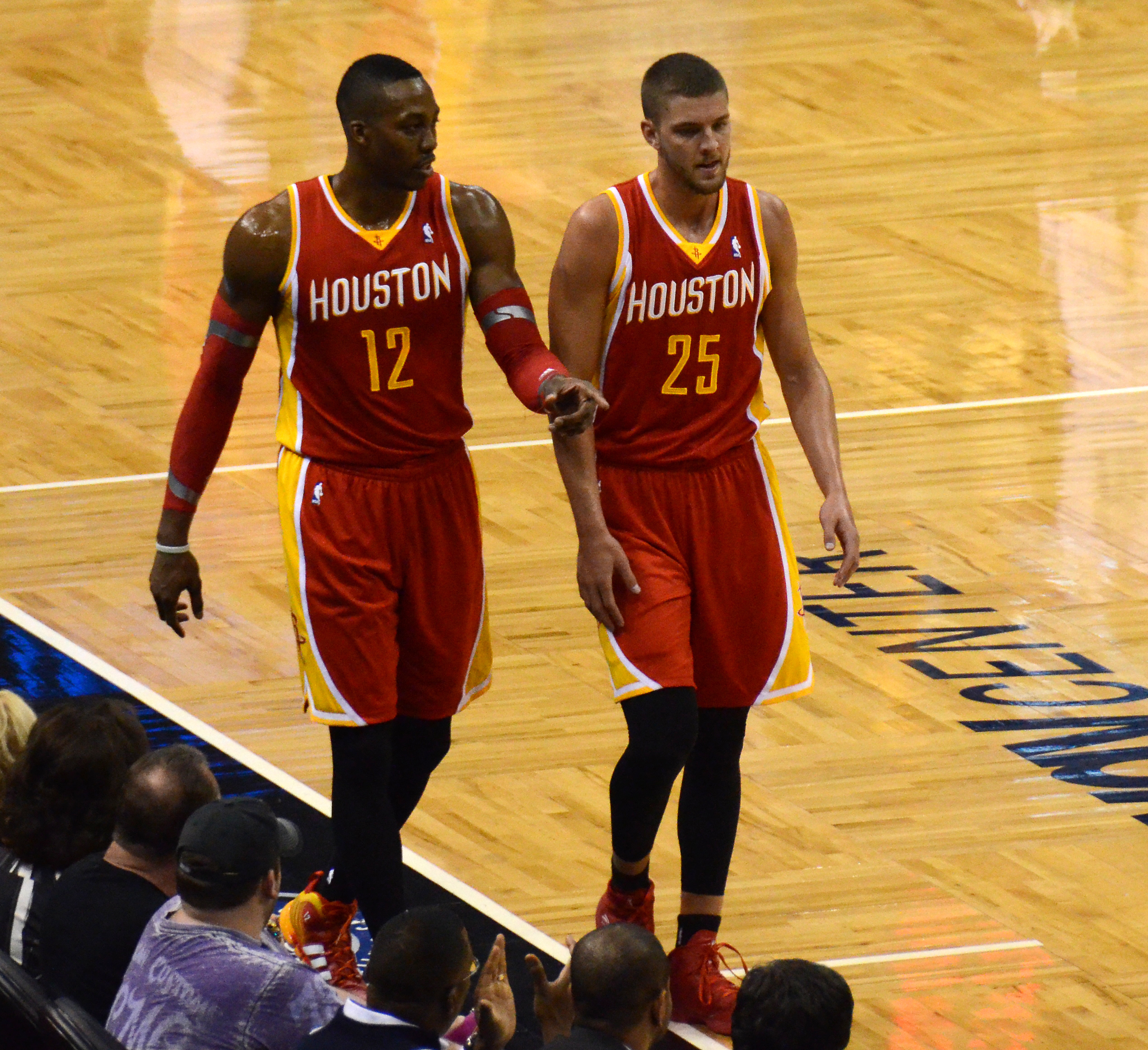
휴스턴 로키츠 시절 챈들러 파슨스와 함께 (2014년)

2013년 7월 13일 하워드는 휴스턴 로키츠와 계약을 맺어 무시무시한 듀오를 형성하는 데 제임스 하든에 가입하였다.  하워드는 18.3 포인트와 12.2 리바운드의 평균과 함께 정규 시즌을 끝내고 올NBA 세컨드 팀의 명예를 얻었다.  2014년의 플레이오프들이 있는 동안 하워드는 한 경기에 26 포인트와 13.7 리바운드를 평균하엿으나 로키츠는 시리즈를 4 대 2로 패하여 첫 라운드에서 포틀랜드 트레일블레이저스에 의하여 탈락되었다.
2014년 ~ 15년 시즌의 출발로 로키츠의 첫 11개의 경기들 중 10개에서 활약한 후, 하워드는 12월 13일 너기츠를 상대로 활약에 돌아와 자신의 10,000번째 경력 리바운드를 기록하기 전 오른쪽 무릎이 삔 이유로 11개의 연속적 경기를 놓쳤다.  하지만 2015년 1월 31일하워드는 자신의 오른쪽 무릎과 함께 완고한 위기로 더욱 나가서의 한달을 놓치고 말았다.  26개의 경기들을 놓친 후, 하워드는 3월 25일 뉴올리언스 펠리컨스를 상대로 활약에 돌아왔다.  그는 경기를 출발하였으나 케빈 맥헤일 감독에 의하여 17분 아래에 보유되었고 95 대 93의 우승에서 4개 만의 포인트와 7 리바운드와 함께 끝냈다.  로키츠는 20년만에 자신들의 첫 디비전 타이틀을 움켜쥐고 서부 컨퍼런스 결승전으로 이루어 워리어스에게 4 대 1로 패하였다.
11월 4일 하워드는 올랜도 매직을 상대로 23 포인트와 14 리바운드를 가졌다.  그는 2009년 야오밍이 12개 중 12개 이래 놓치지 않고 10개 혹은 그 이상의 필드골을 이루는 첫 로키츠의 선수가 되는 데10개 중 10개를 슛을 쏳았다.  12월 26일 그는 펠리커스에게 패배에서 자신 경력을 위하여 15.000 포인트를 능가하였다.  2016년 1월 18일 클리퍼스에 연장전 패배에서 하워드는 36개의 포인트를 가졌다.  6월 22일 그는 2016년 ~ 17년 시즌을 위한 자신의 2천 3백만 달러의 선수 선택을 거절하고, 비제한적 자유 계약 선수가 되었다.

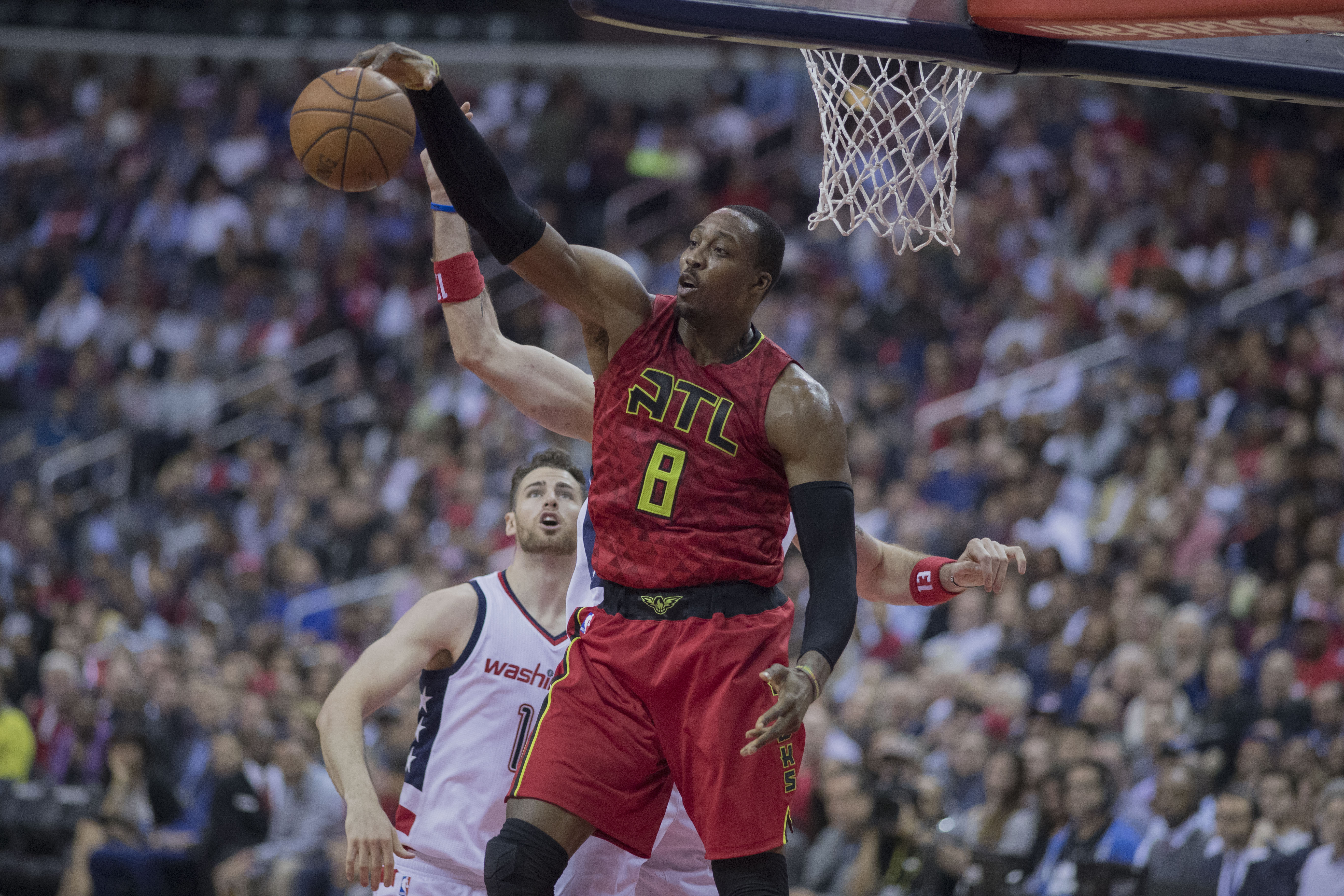
애틀랜타 호크스 활약 시절의 하워드

### 애틀랜타 호크스 (2016년 ~ 17년)
2016년 7월 12일 하워드는 애틀랜타 호크스와 함께 7천만 달러의 3년 계약을 맺었다.  팀 덩컨의 은퇴와 함께 하워드는 리바운드(12,089)와 블록 슛(1,916)에서 NBA의 활동적 지도 선수로서 2016년 ~ 17년 시즌에 들어갔다.  10월 27일 그들의 시즌 오픈 경기에서 호크스와 자신의 데뷔에 하워드는 워싱턴 위저즈에 114 대 99의 우승에서 19개의 리바운드를 쥐었다.  그 일은 자신들의 호크스 데뷔에서 아무 선수에 의한 가장 많은 리바운드였고, 2001년 10월 30일 샤리프 압두르라힘에 의한 18개의 기록을 깼다.  11월 2일 그는 레이커스를 상대로 123 대 116의 패배에서 시즌 최고의 31 포인트를 득점하였다.  2월 2일 그는 휴스턴에서 로키츠를 상대로 113 대 108의 우승에 24 포인트와 23 리바운드와 함께 시즌 초고의 경기를 가졌다.

### 샬럿 호니츠 (2017년 ~ 18년)
2017년 6월 20일 호크스는 마르코 벨리넬리, 마일스 플럼리를 위한 교환과 드래프트의 41위 전체 선발에서 샬럿 호니츠로 그해 드래프트의 31위 선발 선수들과 더불어 하워드를 이적시켰다.  시즌을 시작하는 데 하워드는 4개의 연속적 15 리바운드 경기들과 함께 2007년 에메카 오카포 이래 첫 호니츠 선수가 되었다.  시즌의 5번째 경기에서 그는 또다른 15 리바운드 경기를 가졌다.  3월 15일 그는 호니츠의 호크스에 129 대 117의 우승의 후반전에서 시즌 최고의 33 포인트 중 20을 득점하여 30 대 30의 경기에서 리그 역사상 8번째 만의 선수가 되었다.  그는 2010년 11월 케빈 러브 이래 30 포인트, 30 리바운드 경기와 함께 첫 NBA 선수가 되었고, 1978년 2월 카림 압둘 자바 이래 네츠를 상대로 30 대 30의 경기와 함께 첫 선수였다.  하워드는 53 더블-더블의 프랜차이즈 기록과 함께 히즌을 끝내고 2개의 다른 팀과 싱글 시즌 기록들을 보유하는 데 선수들 만으로서 압둘 자바와 윌트 체임벌린에 가입하였다.  하워드는 또한 리그에서 자신의 첫 13개의 시즌의 각각에서 더블-더블을 평균하는 데 6명의 선수들 중의 하나가 되었다.

### 워싱턴 위저즈 (2018년 ~ 현재)
2018년 7월 12일 하워드는 워싱턴 위저즈와 계약을 맺었다.  쓰라린 둔부와 함께 훈련 진영의 전부, 모든 전람 경기와 첫 7개의 정규 시즌 경기들을 놓친 후, 하워드는 11월 2일 오클라호마시티 선더를 사애돌 위저즈를 위한 데뷔를 하여 134 대 111의 패배에서 8분의 7 슈팅에 20 포인트, 3 리바운드와 23분에 4 파울과 함께 끝내기 전에 13개의 첫 쿼터 포인트를 득점하였다.  11월 16일 그는 브루클린 네츠에 115 대 104의 패배에서 시즌 최고의 25 포인트와 17 리바운드를 기록하였다.  11월 30일 그는 척골 수술을 받은 후, 2~3개월을 위하여 출전하지 못하였다.

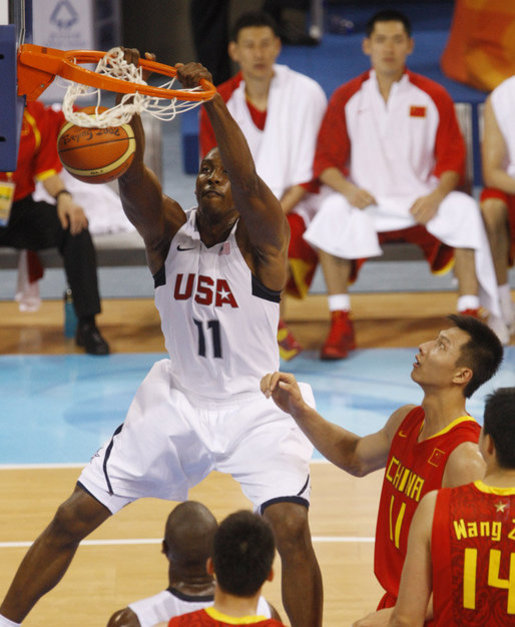
2008년 하계 올림픽에서 슬램덩크 슛을 취하고 있는 하워드

## 국가대표팀 경력
2006년 3월 5일 하워드는 2006년 ~ 08년 미국 농구 남자 시니어 국가 대표팀 프로그램으로 임명되었다.  팀의 정규적인 출발 센터로서 그는 그 예비 세계 챔피언십 순회 경기가 열리는 동안 5 승 0 패의 기록으로 팀을 이끌었고, 이어서 그해 FIBA 세계 챔피업십에서 동메달을 따는 데 도움을 주었다.  2007년 FIBA 미주 선수권 대회에서 하워드는 2008년 하계 올림픽을 위한 결승전과 자리를 위하여 합격하는 도중에 그 첫 9개의 경기들을 우승한 팀에 있었다.  그는 그 9개의 경기들 중 8개를 시작하여 한 경기에 8.0 포인트와 5.3 리바운드를 평균하여 필드로부터 .778 슈팅에서 팀을 이끌었다.  결승전에서 그는 미국이 금메달을 획득하는 데 아르헨티나를 꺾으면서 자신의 모든 7 슛을 이루어 20 포인트를 득점하였다.
2008년 6월 23일 베이징에서 열리는 올림픽에서 미국을 대표하는 데 선수단 12명 중의 한 일원 선수로서 임명되었다.  센터로서 하워드가 시작하면서 미국 팀은 금메달로 향하는 도중 전부의 경기들을 우승하여 2000년 하계 올림픽으로 돌아가는 자신들의 금메달의 결핍을 깼다.  하워드는 토너먼트에서 한 경기에 10.9 포인트와 5.8 리바운드를 평균하였다.